# Wendy Beenakker
Wendy Beenakker (Kapelle, 15 april 1987) is een Nederlands journalist en sinds januari 2024 adjunct hoofdredacteur bij BNR Nieuwsradio.

## Opleiding
Beenakker zat tijdens haar middelbareschooltijd op 't Goese Lyceum in Goes, waar ze deel uitmaakte van de leerlingenraad en haar bijdrage leverde aan de schoolkrant. Met de schoolkrant won ze de Award voor beste cover. Ze studeerde Journalistiek aan Fontys Hogeschool Journalistiek in Tilburg en volgde de minoren Creatief Management en Nederlands recht.  Ze liep stage bij Goedemorgen Nederland en NOS Headlines. 

## Carrière
Beenakker richtte in 2008 een multimediale nieuwswebsite op voor Curaçao en verkocht dit in augustus 2009.
Voor de NOS werkte ze op de 24-uurs- en de binnenlandredactie en bij NOS op 3. Van 2015 tot 2017 was ze verslaggever bij de Efteling Kids Radio. Ook was ze een tijd actief voor BNN Today en NPO Radio 1.  Ook werkte ze als verslaggever voor het Oranjejournaal van NPO Radio 2 en was ze co-host in het programma De Heer Ontwaakt met Sander de Heer bij BNN-VARA.
In de periode van 2017 tot en met 2021 was ze fremantle, verslaggever en samensteller van onder andere de projecten Holleeder-tapes en het Job Gosschalk-onderzoek bij RTL Boulevard. Hierna ging Beenakker aan de slag bij BNR als eindredacteur van de podcast. In 2023 won ze de Dutch Podcast Award voor de Taxi-oorlog met Sander 't Sas.

## Persoonlijk
Beenakker woont samen met haar man, vakbondsvoorzitter van de VCP, Nic van Holstein, en hun dochter in Leimuiden. Ze is vrijwilliger en vice-voorzitter van het Landelijk Bestuur van Scouting Nederland. Ook is ze actief als Internationaal commissaris van WAGGGS en maakt onderdeel uit van de Raad van Toezicht van City Marketing Tilburg.
Voor Kermis FM werkt Beenakker als voorzitter, bestuurder, nieuwslezer, verslaggever en presentator.
In april 2024 ontving ze een Koninklijke onderscheiding voor haar toewijding bij lokale en nationale organisaties.